# فيننبورغ
فيننبورغ (بالألمانية: Vienenburg) هي قرية وبلدة ألمانية تقع في غوسلار في ألمانيا. يقدر عدد سكانها بـ 10,668 نسمة .